# بولينيو (آن)
بولينيو (بالفرنسية: Bouligneux)‏ هي بلدية فرنسية تقع في إقليم الآن في فرنسا. رمز إنسي لها هو:1052. أما الرمز البريدي لها فهو: 1330.